# Bruchidius mulsanti
Bruchidius mulsanti là một loài bọ cánh cứng trong họ Bruchidae. Loài này được Brisout miêu tả khoa học năm 1863.